# São João das Lampas
São João das Lampas era una freguesia portuguesa del municipio de Sintra, distrito de Lisboa.

## Historia
Fue suprimida el 28 de enero de 2013, en aplicación de una resolución de la Asamblea de la República portuguesa promulgada el 16 de enero de 2013 al unirse con la freguesia de Terrugem, formando la nueva freguesia de São João das Lampas e Terrugem.

## Patrimonio
- Calzada y puente romano
- Ruinas de S. Miguel de Odrinhas
- Ermida de Santa Susana
- Conjunto Megalítico de Barreira
- Pórtico manuelino de la Igreja Matriz de São João das Lampas